# Konstantin
Konstantin [ˈkʰɔns.tan.tiːn] (auch Constantin) ist ein männlicher Vorname und Familienname. Die weiblichen Formen lauten Konstantina und Constanze. Konstantin hat am 21. und 22. Mai und am 26. Juni Namenstag.

## Herkunft und Bedeutung
Der Name Konstantin (lateinisch Constantinus, von Constantius) bedeutet „der Standhafte“, „der Beständige“ und ist abgeleitet vom lateinischen Wort constans, was „standhaft“, „beständig“ bedeutet.

## Varianten
- Constantin, Constantine
- Koseformen und Abkürzungen – Kosta, Koni, Konni, Konsti, Konstl, Kostja, Kostik, Konse, Kons, Kini
- Albanisch – Kostandin
- Englisch – Constantine
- Griechisch – Κωνσταντίνος (Konstantinos, Konstandinos); Kurzform: Κώστας (Kostas); als Nachname auch: Κωνσταντίνου (Konstantinou)
- Italienisch – Costantino, Costantini
- Lettisch – Konstantīns
- Litauisch – Konstantinas
- Niederländisch – Constantijn, Stijn, Stan
- Polnisch – Konstanty
- Portugiesisch – Constantim
- Romanisch – Constantino
- Russisch – Константин (Konstantin), Kostja (Koseform)
- Ungarisch – Szilárd

## Namensträger

### Römische Kaiser
In Rom herrschten folgende Kaiser als Konstantin oder unter ähnlichem Namen:
- Constantius Chlorus (* ≈250; † 306; 305/06 römischer Kaiser)
- Konstantin I., der Große († 337; von 306 bis 337 römischer Kaiser)
- Konstantin II. (Flavius Claudius Constantinus, Sohn von Konstantin dem Großen; * 316, † 340; von 337 bis 340 römischer Kaiser)
- Constans (Flavius Julius Constans, Sohn von Konstantin dem Großen; † 350; von 337 bis 350 römischer Kaiser)
- Constantius II. (Konstantios II., Flavius Iulius Constantius, Sohn von Konstantin dem Großen; * 317, † 361; von 337 bis 361 oströmischer Kaiser; von 353 bis 360 alleiniger römischer Kaiser)
- Konstantin III. (407–411), Gegenkaiser
- Constantius III. (421)

### Byzantinische Kaiser
In Byzanz herrschten folgende Kaiser namens Konstantin oder unter ähnlichem Namen:
- Konstantin der Große (Konstantin I.; † 337; von 306 bis 324 römischer Kaiser; von 324 bis 337 gesamtrömischer Kaiser)
- Constantius II. (Konstantios II., Flavius Iulius Constantius, Sohn von Konstantin dem Großen; * 317, † 361; von 337 bis 361 römischer Kaiser)
- Tiberios I. Konstantinos (578–582)
- Konstantin III. (Byzanz) (612–641)
- Konstans II. (641–668)
- Konstantin IV., Pogonatos, (654/68–685)
- Konstantin V. (720/41–775)
- Konstantin VI. (776/80–797)
- Konstantin VII. Porphyrogennetos (908/13–959)
- Konstantin VIII. (962/1025–1028)
- Konstantin IX. Monomachos (1042–1055)
- Konstantin X. Dukas (1059–1067)
- Konstantin (XI.) Laskaris (1204–1205)
- Konstantin XI. Palaiologos (1449–1453)

Als Mitkaiser:
- Symbatios Konstantinos (813/14–820)
- Konstantin (833–835)
- Konstantin (868–879)
- Konstantin Lakapenos (923/24–945)
- Konstantin Dukas Porphyrogennetos (1074–1078, 1081–1087/88)

### Patriarchen in Konstantinopel
- Konstantin I. (675–677)
- Konstantin II. (754–766)
- Konstantin III. Lichoudas (1059–1063)
- Konstantin IV. Chliarenus (1154–1156)
- Konstantius I. 1830–1834
- Konstantius II. (1834–1835)
- Konstantin V. (1897–1901)
- Konstantin VI. (1924–1925)

### Könige
Armenien:
- Konstantin I., Fürst (1095–1102)
- Konstantin II., Fürst (1129)
- Konstantin III. (1299)
- Konstantin IV. (1342–1344)
- Konstantin V. (1344–1362)
- Konstantin VI. (1362–1373)

Äthiopien:
- Konstantin I. (1434–1468)
- Konstantin II. (1478–1494)

Georgien:
- Konstantin I. (1407–1414)
- Konstantin II. (1478–1505)

Ostgeorgien:
* Konstantin I. (1605)
* Konstantin II. (1722–1729)
Westgeorgien:
* Konstantin I. (1293–1327)
* Konstantin II. (1395–1401)
Griechenland:
- Konstantin I. (1913–17, 1920–22)
- Konstantin II. (1964–1973)

Schottland:
- Konstantin I. (863–877)
- Konstantin II. (900–943)
- Konstantin III. (995–997)

Serbien:
- Konstantin Bodin, König von Serbien (1081–1101)

### Andere Regenten
- Konstantin, letzter Fürst von Hohenzollern-Hechingen (1801–1869)
- Konstantin, Großfürst (1216–1218)
- Konstantin von Murom (Jaroslaw Swjatoslawitsch; * nach 1070?, † 1129), Fürst von Murom und Tschernigow; Heiliger der russisch-orthodoxen Kirche
- Konstantin Tich Assen, Bulgarien († 1277)
- Konstantin Dobrynitsch († um 1022), Statthalter von Nowgorod (1018/19)
- Konstantin Dragaš
- Constantin Erbgraf von Waldburg-Zeil-Trauchburg (1807–1862)
- Constantin Movilă, Moldau (1606–1611)
- Constantin Șerban Basarab, Moldau (1659, 1661)
- Constantin Cantemir, Moldau (1685–1693)
- Constantin Duca, Moldau (1693–95, 1700–03)
- Constantin Mavrocordat, Moldau (1733–35, 1741–43, 1748–49, 1769)
- Constantin Racoviță, Moldau (1749–53, 1756–57)
- Constantin Moruzi, Moldau (1777–1782)
- Konstantin Pawlowitsch Romanow (1779–1831), Zarensohn
- Constantin Ipsilanti, Moldau (1799–1801)

### Kleriker
- Konstantin I. († 715)
- Konstantin II. (Gegenpapst) († nach 769)
- Konstantin-Kyrill von Saloniki († 869), (Großmähren)
- Konstantin von Mananalis († 684), Gründer der Paulikianer

### Andere Persönlichkeiten

#### Constantin

##### A
- Constantin Alexandru (1953–2014), rumänischer Ringer
- Constantin Alsheimer (* 1969), deutscher Manager
- Constantin von Altrock (1861–1942), preußischer Generalleutnant
- Constantin von Alvensleben (1809–1892), preußischer General der Infanterie
- Constantin Andreou (1917–2007), griechisch-französischer Maler und Bildhauer
- Constantin Argetoianu (1871–1955), rumänischer Diplomat und Politiker

##### B
- Constantin Bakaki (* 1996), kongolesischer Fußballspieler
- Constantin Bakaleinikoff (1898–1966), russischer Filmkomponist
- Constantin Bănescu (1982–2009), rumänischer Dichter
- Constantin von Barloewen (* 1952), international tätiger Anthropologe und Kulturwissenschaftler
- Constantin Șerban Basarab (vor 1621–1682), Herrscher der Walachei
- Constantin Bauer (Konstantin Bauer; 1852–1924), deutscher Maler
- Constantin Bauer (Konstantin Bauer; 1883–1966), deutscher Schriftsteller
- Constantin Blaha (* 1987), österreichischer Wasserspringer
- Constantin Bobescu (1899–1992), rumänischer Violinist, Komponist, Dirigent und Musikpädagoge
- Constantin Bock von Wülfingen (1885–1954), deutscher Verwaltungsjurist und Politiker (NSDAP)
- Constantin von Boehn (1856–1931), deutscher Rittergutsbesitzer und königlich-preußischer Kammerherr
- Constantin Böhm (* 1991), deutscher Degenfechter
- Constantin Bosianu (1815–1882), rumänischer Jurist und Politiker
- Constantin Brăiloiu (1893–1958), rumänischer Komponist
- Constantin Brâncoveanu (1654–1714), Fürst der Walachei
- Constantin Brâncuși (1876–1957), rumänischer Bildhauer
- Constantin von Brandenstein-Zeppelin (* 1953), deutscher Unternehmensberater
- Constantin Brandt (* 1988), deutscher Schauspieler
- Constantin Braun (* 1988), deutscher Eishockeyspieler
- Constantin von Briesen (1821–1877), preußischer Politiker
- Constantin Brunner (1862–1937), deutsch-jüdischer Philosoph
- Constantin Budeanu (1886–1959), rumänischer Elektroingenieur
- Constantin Budescu (* 1989), rumänischer Fußballspieler
- Constantin Bulle (1844–1905), deutscher Pädagoge, Historiker und Reichstagsabgeordneter

##### C
- Constantin Canaris (1906–1983), deutscher Jurist, Gestapobeamter und SS-Führer
- Constantin Cândea (1887–1971), rumänischer Chemiker
- Constantin Cantemir (1612–1693), Fürst der Moldau
- Constantin Carabela (* 1940), rumänischer Biathlet
- Constantin Carathéodory (1873–1950), griechischer Mathematiker
- Constantin Cârstea (1949–2009), rumänischer Fußballspieler
- Constantin Cioti (* 1983), rumänischer Tischtennisspieler
- Constantin Coandă (1857–1932), rumänischer Militär, Politiker
- Constantin Constantinescu-Claps (1884–1961), rumänischer General

##### D
- Constantin Damianos (1869–1953), österreichischer Maler und Radierer
- Constantin Dăscălescu (1923–2003), rumänischer Politiker
- Constantin Dausch (1841–1908), deutscher Bildhauer
- Constantin J. David (1886–1964), deutscher Journalist, Filmregisseur und Filmproduzent
- Constantin Dedekind (1628–1715), deutscher Dichter und Komponist
- Constantin von Dietze (1891–1973), deutscher Agrarwissenschaftler, Jurist, Volkswirt und Theologe
- Constantin Dobrogeanu-Gherea (1855–1920), rumänischer Autor und Politiker
- Constantin Maria von Droste zu Hülshoff (1841–1901), deutscher Franziskanerminorit
- Constantin Dumitrescu (* 1934), rumänischer Radrennfahrer
- Constantin Ticu Dumitrescu (1928–2008), rumänischer Politiker
- Constantin Dumitru (1935–1996), rumänischer Opernsänger
- Constantin Dupien (* 1987), deutscher Autor und Herausgeber

##### E
- Constantin von Economo (1876–1931), österreichischer Psychiater und Neurologe
- Constantin von Ettingshausen (1826–1897), österreichischer Paläobotaniker

##### F
- Constantin Fahlberg (1850–1910), Chemiker
- Constantin Fehrenbach (1852–1926), deutscher Politiker (Zentrum) und Reichskanzler
- Constantin Feudel (1860–1930), deutscher Maler
- Constantin von Flondor (1889–1942), rumänischer Jurist und Diplomat
- Constantin Floros (* 1930), griechisch-deutscher Musikwissenschaftler
- Constantin Frantz (1817–1891), deutscher Philosoph, Publizist, Mathematiker und Politiker
- Constantin Frățilă (1942–2016), rumänischer Fußballspieler
- Constantin Frick (1877–1949), deutscher evangelischer Pastor und Politiker

##### G
- Constantin Gâlcă (* 1972), rumänischer Fußballspieler und -trainer
- Constantin Gastmann (* 1990), deutscher Schauspieler
- Constantin Gerhardinger (1888–1970), deutscher Maler
- Constantin Virgil Gheorghiu (1916–1992), rumänischer Schriftsteller und Diplomat
- Constantin Gillies (* 1970), deutscher Journalist und Autor
- Constantin Giurescu (1901–1977), rumänischer Historiker und Hochschullehrer
- Constantin Goschler (* 1960), deutscher Historiker
- Constantin Göttfert (* 1979), österreichischer Autor
- Constantin Grecu (* 1988), rumänischer Fußballspieler
- Constantin von Grewingk (1819–1887), deutsch-baltischer Geologe und Mineraloge
- Constantin Gruiescu (1945–2024), ehemaliger rumänischer Boxer
- Constantin Guirma (1920–2010), Bischof von Kaya
- Constantin Guys (1802–1892), niederländisch-französischer Maler und Zeichner

##### H
- Constantin Hamm (1807–1885), deutscher Tuchfabrikant und Reichstagsabgeordneter
- Constantin Hansen (1804–1880), dänischer Historienmaler
- Constantin Freiherr Heereman (1931–2017), deutscher Politiker (CDU) und Verbandsfunktionär
- Constantin Henriquez (1880–1942), haitianischer Rugbyspieler
- Constantin Höft (* 1987), deutscher Rapper, siehe Conny (Rapper)
- Constantin Prinz zu Hohenlohe-Langenburg (1893–1973), deutscher Maler, Denkmalpfleger und Museumsleiter
- Constantin Hormuzaki (1811–1869), österreichischer Jurist sowie rumänischer Politiker
- Constantin von Hormuzaki (1862–1937), österreichisch-rumänischer Jurist und Naturwissenschaftler
- Constantin Hühn (* 1990), deutscher Schauspieler

##### J
- Constantin von Jascheroff (* 1986), deutscher Schauspieler, Synchronsprecher, Sänger und Dialogregisseur
- Constantin Jaxy (* 1957), deutscher Zeichner und Maler
- Constantin von Jerin (1876–1936), deutscher Verwaltungsjurist und Landrat

##### K
- Constantin Karadja (1889–1950), rumänischer Jurist und Diplomat
- Constantin Keller (1778–1864), österreichischer Ordensbruder, Lehrer und Pomologe
- Constantin Cäsar Kellermann (1807–1888), deutscher Jurist und Politiker
- Constantin Kindt (1822–1890), deutscher Jurist und Parlamentarier
- Constantin Kirchhoff (1764–1833), Apotheker und Chemiker
- Constantin Koenen (1854–1929), deutscher Altertumsforscher
- Constantin Koser (1918–2000), brasilianischer Franziskaner und Generaloberer
- Constantin Koszka (1939–2000), rumänischer Fußballspieler
- Constantin Krauß (1864–1928), deutscher Chemiker und Industrieller

##### L
- Constantin Le Paige (1852–1929), belgischer Mathematiker
- Constantin von Liechtenstein (1911–2001), Mitglied der fürstlichen Familie Liechtensteins
- Constantin Lipsius (1832–1894), sächsischer Architekt und Architekturtheoretiker
- Constantin von Lossau (1767–1848), preußischer General und Militärtheoretiker
- Constantin Lücke (* 1979), deutscher Schauspieler und Synchronsprecher
- Constantin Luger (* 1981), österreichischer Musiker, Moderator und Buchautor
- Constantin Lupulescu (* 1984), rumänischer Schachspieler
- Constantin Luser (* 1976), österreichischer Künstler

##### M
- Constantin Marcus (1806–1865), deutscher Lehrer und Politiker
- Constantin Marinescu (* 1923), ehemaliger rumänischer Fußballspieler
- Constantin Mavrocordat (1711–1769), Fürst der Walachei und von Moldau
- Constantin Meunier (1831–1905), belgischer Bildhauer und Maler
- Radu Constantin Miron (* 1956), deutscher orthodoxer Erzpriester
- Constantin von Mitschke-Collande (1884–1956), deutscher Porträtmaler, Figurenmaler, Holzschneider und Lithograf
- Constantin von Monakow (1853–1930), russisch-schweizerischer Neurologe und Neuropathologe

##### N
- Constantin von Neukirch (1596–1657), Offizier im Dreißigjährigen Krieg
- Constantin von Neurath (1739–1816), deutscher Jurist
- Constantin Franz von Neurath (1807–1876), württembergischer Jurist, Diplomat und Außenminister
- Constantin Franz Fürchtegott von Neurath (1777–1817), deutscher Jurist, württembergischer Beamter und Justizminister
- Constantin Nica (* 1993), rumänischer Fußballspieler
- Constantin Noica (1909–1987), rumänischer Philosoph und Publizist
- Constantin Nordmann (1805–1889), Maurermeister und Architekt
- Constantin Nörrenberg (1862–1937), deutscher Germanist und Bibliothekar

##### O
- Constantin von Oesterreich (* 1953), deutscher Bankmanager
- Constantin Olteanu (1928–2018), rumänischer Generaloberst und Politiker
- Constantin E. Orfanos (* 1936), deutscher Dermatologe griechischer Abstammung

##### P
- Constantin Pader (≈1596/1605–1681), deutscher Bildhauer und Baumeister
- Constantin Parhon (1874–1969), rumänischer Arzt, Forscher und Politiker
- Constantin Piron (1932–2012), belgischer Physiker
- Constantin Pîrvulescu (1895–1992), rumänischer Politiker
- Constantin Guido von Podewils (1703–1762), preußischer Generalmajor
- Constantin Popovici (1846–1938), orthodoxer Theologe
- Constantin Popovici (* 1988), rumänischer Wasserspringer
- Constantin Prezan (1861–1943), rumänischer General

##### R
- Constantin Racoviță († 1764), Fürst der Walachei
- Constantin Rădulescu-Motru (1868–1957), rumänischer Philosoph, Autor und Politiker
- Constantin Ranst (1635–1714), niederländischer Kaufmann
- Constantin Laurențiu Rebega (* 1976), rumänischer Politiker
- Constantin Andreas von Regel (1890–1970), russisch-litauischer Botaniker
- Constantin Rembe (1868–1958), deutscher Generalmajor, Politiker der NSDAP
- Constantin von Renz (1839–1900), württembergischer Oberamtmann
- Constantin Ritzmann (* 1979), ehemaliger American-Football-Spieler
- Constantin Rößler (1820–1896), deutscher Historiker, Publizist und Philosoph

##### S
- Constantin Sănătescu (1885–1947), rumänischer General
- Constantin Philipp Georg Sartori (1747–1812), deutscher Bildhauer und Stuckateur
- Constantin Schmid (* 1999), deutscher Skispringer
- Constantin Schreiber (* 1979), deutscher Journalist
- Constantin Schroeder (* 1980), deutscher Maler
- Constantin Schroeter (1795–1835), deutscher Maler
- Constantin Schumacher (* 1976), ehemaliger rumänischer Fußballspieler und derzeitiger Fußballtrainer
- Constantin Seibt (* 1966), Schweizer Journalist
- Constantin von Seld (* 1975), deutscher Filmeditor
- Constantin Siegwart-Müller (1801–1869), Führer der Ultramontanen Partei in Luzern
- Constantin Silvestri (1913–1969), rumänischer Dirigent und Komponist
- Constantin Sorger (1829–1877), Oberbürgermeister der Stadt Gera
- Constantin Stanciu (1907–1986), rumänischer Fußballspieler
- Constantin Stancu (* 1956), ehemaliger rumänischer Fußballspieler und derzeitiger -trainer
- Constantin Starck (1866–1939), baltendeutscher Bildhauer und Medailleur
- Constantin Steingaden (1618–1675), deutscher Franziskanerpater und Kirchenmusiker
- Constantin Ștefan (1939–2012), rumänischer Fußballspieler und -trainer
- Constantin Stichling (1766–1836), großherzoglich-sächsischer Kammerdirektor
- Constantin zu Stolberg-Wernigerode (1843–1905), deutscher Politiker
- Constantin Stroe (1955–2015), rumänischer Fußballspieler
- Constantin Sturdza (* 1989), Schweizer Tennisspieler
- Constantin Suysken (1714–1771), belgischer Jesuit und Bollandist

##### T
- Constantin Teașcă (1922–1996), rumänischer Fußballtrainer
- Constantin Teleman (* 1968), rumänisch-US-amerikanischer Mathematiker
- Constantin Toma (1928–2008), rumänischer Fußballspieler
- Constantin Tomaszczuk (1840–1889), rumänischer Rechtswissenschaftler
- Constantin Trinks (* 1975), deutscher Dirigent
- Constantin Tudosie (* 1950), rumänischer Handballspieler

##### U
- Constantin Uhde (1836–1905), deutscher Architekt und Hochschullehrer

##### V
- Constantin Vanotti (1793–1879), deutscher Kaufmann
- Constantin François Volney (1757–1820), französischer Orientalist und Geschichtsphilosoph

##### W
- Constantin von Waldburg-Zeil (1807–1862), Württembergischer Standesherr
- Constantin von Waldburg-Zeil (1839–1905), Politiker aus Württemberg
- Constantin Weber (1885–1976), deutscher Ingenieur und Hochschullehrer
- Constantin von Weiß (1877–1959), kaiserlich-russischer Oberst
- Constantin von Wurzbach (1818–1893), österreichischer Lexikograf und Schriftsteller

##### Z
- Constantin Zawadzki (1866–1944), deutscher Politiker und Reichstagsabgeordneter
- Constantin von Zedlitz-Neukirch (1813–1889), deutscher Verwaltungsjurist
- Constantin Zöller (* 1987), deutscher Hörfunkmoderator
- Constantin Zureik (1909–2000), syrisch-arabischer Intellektueller
- Constantin Zwenger (1814–1884), deutscher Chemiker

#### Constantine
- Constantine Fitzgibbon (1919–1983), irischer Historiker, Journalist und Schriftsteller
- Constantine B. Kilgore (1835–1897), US-amerikanischer Jurist und Politiker

#### Constantino
- Constantino Gaito (1878–1945), argentinischer Komponist
- Constantino Noya, bolivianischer Fußballspieler
- Constantino Teixeira, Premierminister von Guinea-Bissau
- Constantino Urbieta (1907–1983), paraguayisch-argentinischer Fußballspieler
- Constantino Zaballa Gutierrez (* 1978), spanischer Radrennfahrer

#### Constantius
- Constantius von Perugia, römisch-katholischer Märtyrer und Heiliger

#### Konstantin
- Konstantin (615–631?), byzantinischer Prinz
- Konstantin-Silvanus († 684), Pseudonym des Apostels der Paulikianer
- Konstantin Diogenes (Konstantinos Diogenes; † 1028/34), byzantinischer Heerführer

- Konstantin Bitter (* 1989), Deutsch-Schweizer Volleyballtrainer
- Konstantin Frank (* 1988), deutscher Schauspieler
- Konstantin Fring (* 1990), deutscher Fußballspieler
- Konstantin Groß (* 1964), deutscher Journalist
- Konstantin Landa (1972–2022), russischer Schachgroßmeister
- Konstantin Lindhorst (* 1981), deutscher Schauspieler und Hörspielsprecher
- Konstantin Merz (1856–1915), deutscher Arzt und Politiker
- Konstantin von Notz (* 1971), deutscher Politiker
- Konstantin Rausch (* 1990), russlanddeutscher Fußballspieler
- Konstantin Ritter (* 1964), liechtensteinische Skilangläufer
- Konstantin Sakkas (* 1982), deutscher Wissenschaftsjournalist und Publizist
- Konstantin Scharenberg (1892–1982), deutsch-US-amerikanischer Mediziner und Hochschullehrer
- Konstantin Schmidt von Knobelsdorf (1860–1936), General der Infanterie
- Konstantin Seitz (* 1970), österreichischer Filmemacher
- Konstantin Shayne (1888–1974), russisch-amerikanischer Schauspieler
- Konstantin Simonow (1915–1979), sowjetischer Schriftsteller und Kriegsberichterstatter
- Konstantin Stoilow (1853–1901), bulgarischer Politiker
- Konstantin Stoilow (* 2002), bulgarischer Skirennläufer
- Konstantin Bernhard von Voigts-Rhetz (1809–1877), preußischer General der Infanterie
- Konstantin Wecker (* 1947), deutscher Musiker

#### Konstantinos
- Konstantinos Cordalis, genannt Costa Cordalis (1944–2019), deutscher Schlagersänger
- Konstantinos Kanaris (1790–1877), griechischer Seeheld und Staatsmann
- Konstantinos Karamanlis (1907–1998), griechischer Jurist und Politiker
- Konstantinos Kavafis (1863–1933), griechischer Schriftsteller
- Konstantinos Koufogiorgos, genannt Kostas Koufogiorgos (* 1972), griechisch-deutscher Karikaturist
- Konstantinos Minas (1788–1859), griechischer Philosophie- und Rhetoriklehrer, Philologe, Übersetzer, Dichter und Handschriftenaufkäufer
- Konstantinos Mitsotakis (1918–2017), griechischer Politiker
- Konstantinos Simitis (1936–2025), griechischer Politiker
- Konstantinos Stefanopoulos (1926–2016), griechischer Politiker

#### Kostja
- Kostja Mushidi (* 1998), deutscher Basketballspieler
- Kostja Ullmann (* 1984), deutscher Schauspieler
- Kostja Zetkin (1885–1980) war ein deutscher Arzt, Nationalökonom und Politiker

## Träger des Familiennamens
- Elise Konstantin-Hansen (1858–1946), dänische Malerin, Textildesignerin und Keramikerin
- Ernst Konstantin (1908–1969), deutscher Schauspieler
- Frieda Konstantin (1884–1918), österreichisch-ungarische Malerin, Radiererin und Grafikern
- Kristiane Konstantin-Hansen (1848–1925), dänische Textilkünstlerin, Weberin und Frauenrechtlerin
- Leopoldine Konstantin (1886–1965), österreichische Schauspielerin